# Paul Sams
Paul Sams é um programador de jogos eletrônicos e diretor de operações da Blizzard Entretenimento. 
Foi um dos criadores dos jogos da Blizzard, como Warcraft III e sua expansão, além de Diablo II, Diablo III e World of Warcraft.